# Cryptographis indica
Cryptographis indica là một loài bướm đêm trong họ Crambidae.